# Laurylglucosid
Laurylglucosid ist eine chemische Verbindung aus der Gruppe der Glucoside und Zuckertenside.

## Gewinnung und Darstellung
Laurylglucosid kann durch Reaktion von Laurylalkohol mit Glucose gewonnen werden.

## Eigenschaften
Laurylglucosid ist ein weißer Feststoff, der löslich in Methanol ist.

## Verwendung
Laurylglucosid wird als Tensid, Schaummittel, Netzmittel, Lösungsvermittler, Reinigungsmittel in Shampoos und anderen Körperpflegeprodukten verwendet.